# Савирис, Сами
Сами Онси Савирис (копт. Ⲥⲁⲙⲓϩ Ⲟⲛⲥⲓ Ⲥⲟⲟⲩⲓⲣⲓⲥ, араб.  سامح ساويرس‎) — египетский предприниматель, сын известного предпринимателя Онси Савириса (Onsi Sawiris), другие два: Нассеф Савирис и Нагиб Савирис.
Он является председателем совета директоров и президентом Orascom Development, группы компаний Orascom group. В 2011 году занимал 879 строчку в списке Forbes самых богатых людей ($ 1.4 млрд). Женат.

## Биография
Родился в 1957 году в Каире, Египет. В 1980 году Сами Савирис получил диплом Берлинского технического университета по специальности Прикладная экономика. В 1996 году он основал собственную компанию — Национальную Верфь (National Marine Boat Factory). Позднее в 1997 — Orascom Development, в которой по сей день он занимает пост Президента и Председателя совета директоров. Также в 1997 им была основана компания El Gouna Beverages Co., которую он позднее продал. В 2011 году приобрел 12,5 % клуба Люцерн.